# قصی قاسم
قصی قاسم (انگلیسی: Qusay Qasim؛ زادهٔ ۱ ژوئیهٔ ۱۹۴۷) بازیکن فوتبال اهل عراق بود.
وی همچنین در تیم ملی فوتبال عراق بازی کرده‌است.